# Lambrey
Lambrey település Franciaországban, Haute-Saône megyében. Lakosainak száma 67 fő (2022. január 1.). Lambrey Gevigney-et-Mercey, Aboncourt-Gesincourt, Arbecey és Augicourt községekkel határos.

## Népesség
A település népességének változása:
| Lakosok száma | 88   | 87   | 83   | 80   | 77   | 74   | 71   | 67   |
|               | 2013 | 2015 | 2017 | 2018 | 2019 | 2020 | 2021 | 2022 |